# Ingeniería técnica en España
La ingeniería técnica era una carrera de entre 3 y 4 años de duración que daba acceso a la profesión de los Ingeniero Técnico. En España esta carrera se estableció en 1963, para homologar las ingenierías españolas a las del resto de los países desarrollados y poder acceder así a los créditos del Banco Mundial. Sus antecesores, los Peritos Industriales, estudiaban una carrera de 4 años y proyecto fin de carrera. La Ley 12/86 de Atribuciones, aprobada por las Cortes Españolas, establece, en su artículo 1º, que los ingenieros técnicos tendrán la plenitud de atribuciones en su especialidad respectiva, así como las que tenían los antiguos Peritos. 
Los  títulos de perito mantienen su vigencia en los profesionales que lo ejercen, muchos de los cuales los convalidaron por los de ingeniero técnico. Si bien las últimas promociones que obtuvieron dicha titulación lo hicieron en la década de los sesenta, la última promoción fue la de 1969-1970. Eran impartidas en una escuela universitaria de ámbito técnico o en una escuela técnica superior que, además, impartía carreras de ciclo amplio
La reforma actual de las enseñanzas, debido al Plan Bolonia, ha hecho desaparecer estos estudios, si bien han sido reemplazados por los estudios de Grado que sirven para dar acceso a las distintas profesiones de Ingeniero Técnico, de acuerdo con sus atribuciones profesionales.
- Datos: Q20739879